# Khalaj Maḩalleh
Khalaj Maḩalleh (persiska: خلج محله, Khalaj Maḩalleh-ye Lavandevīl) är en ort i Iran.   Den ligger i provinsen Gilan, i den nordvästra delen av landet, 400 km nordväst om huvudstaden Teheran. Antalet invånare är 977.
Terrängen runt Khalaj Maḩalleh är platt åt nordost, men åt sydväst är den kuperad.  Närmaste större samhälle är Āstārā, 14,4 km norr om Khalaj Maḩalleh. 